# Product Red
Projekt (PRODUCT)RED – inicjatywa mająca na celu zebrania pieniędzy na walkę z AIDS, gruźlicą i malarią dla Global Fund, powstała w styczniu 2006 roku w czasie trwania Światowego Forum Gospodarczego. Jej inicjatorem był m.in. Bono, wokalista irlandzkiego zespołu U2 (znany z wielu społecznych kampanii) oraz Bobby Shriver. 
Poparcia inicjatywie udzieliły firmy z branży telefonii komórkowej tacy jak: BT Mobile, Carphone Warehouse, Fresh, O2, Orange, Tesco Mobile, T-Mobile, Virgin Mobile oraz Vodafone; a także firmy: American Express, Armani, Converse oraz Gap. Do akcji przyłączyła się także firma Apple Inc., oferując fanom iPodów specjalną, czerwoną wersję kolorystyczną iPoda nano oraz iPoda shuffle, a także czerwone smartfony iPhone (7 oraz nowsze). 22 stycznia 2008 podano oficjalne informacje potwierdzające wcześniejsze plotki, jakoby do inicjatywy włączyły się wspólnie Microsoft i Dell, oferując komputery wyposażone w specjalną edycję systemu Windows Vista Ultimate, zawierającą tapety, wideotapety i gadżety do Paska bocznego systemu Windows. Motorola biorąca udział w projekcie wydała kilka czerwonych wersji swych kultowych modeli, m.in. RAZR V3 oraz SLVR L7. W październiku 2011 do akcji dołączyła firma Nanda Home Inc., wprowadzając specjalne edycje czerwonych budzików Clocky i Tocky Product (RED). Każda firma biorąca udział w akcji zobowiązuje się sprzedawać produkt z logo Product Red i przekazać minimum 1% zysku ze sprzedaży takiego produktu dla Global Fund.

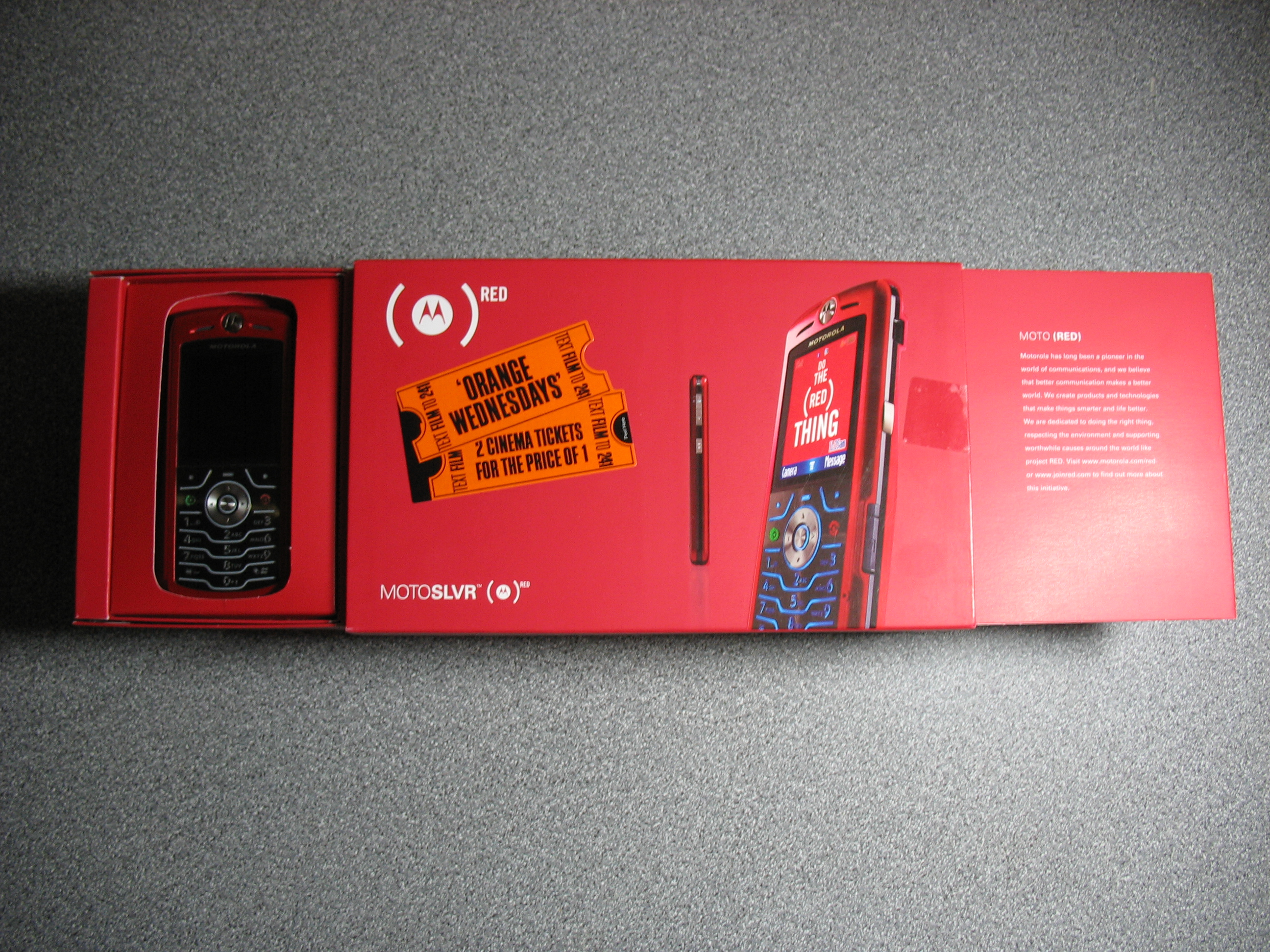
Motorola SLVR L7^{RED}

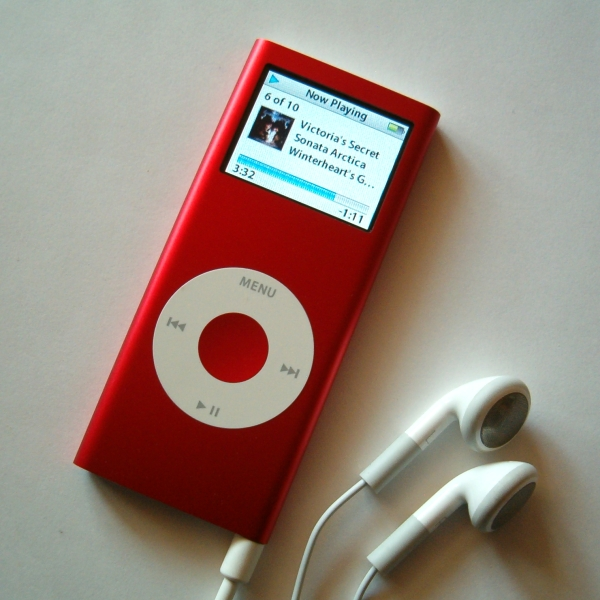
iPod nano^{RED}